# Монтефелтрано II да Монтефелтро
Монтефелтрано II да Монтефелтро (на италиански: Montefeltrano II da Montefeltro; † 1255) от рода Да Монтефелтро е кондотиер, господар на Урбино, граф на Монтефелтро и на Пиетрарубия (1242 – 1255).

## Произход
Той е син на Бонконте I да Монтефелтро (* 1165 или ок. 1170, † 1241), граф на Монтефелтро, 1-ви граф на Урбино, и на неизвестна жена. По бащина линия е внук на Монтефелтрано I, граф на Монтефелтро. Има трима братя:
- Тадео Новело, кондотиер
- Уголино († 1252), епископ на Монтефелтро
- Кавалка († сл. 1294), кондотиер

## Биография
Той е гибелин. Малко се знае за него, защото хрониките от онова време не му обръщат особено внимание. Известно е със сигурност, че той е на имперската страна и, служейки на заплата на Филип Швабски, е изпратен от него в Сицилия, за да я защитава и същевременно да пази интересите на съпругата му. През 1216 г. е потвърдено владението му над Монтефелтро. Той изпълнява поверената му задача с голяма похвала, дотолкова че е възнаграден не само от Филип, но и от Фридрих II.  Той се държи като воин и тъй като в един единствен спор надделява над немския барон, е посветен в рицарство .

## Потомство
Има четири сина:
- Гуидо да Монтефелтро (* 1223, † 1298), кондотиер, политик, господар на Урбино (1255 – 1296), граф на Монтефелтро, водач на привържениците на гибелините в Романя; ∞ за Манентеса, дъщеря на Гуидо, граф на Джаджоло, от която има 5 сина;
- Орландо да Монтефелтро
- Тадиоло да Монтефелтро
- Монтефелтрано III да Монтефелтро